# South African Professional Championship 1978
Die South African Professional Championship 1978 war ein professionelles Snookerturnier ohne Einfluss auf die Snookerweltrangliste (Non-ranking-Turnier), das im August 1978 im Rahmen der Saison 1978/79 auf Challenge-Basis zwischen Perrie Mans als Titelverteidiger und Silvino Francisco als Herausforderer in Südafrika abgehalten wurde.

## Das Spiel
Perrie Mans war seit 1965 Titelträger des Turnieres, das auf Herausforderungsbasis gespielt wurde: der Titelverteidiger war stets direkt für das Finale qualifiziert und traf dort auf einen Herausforderer. Mans, der wenige Wochen zuvor Finalist der Snookerweltmeisterschaft 1978 und damit Vize-Weltmeister geworden war, wurde dieses Mal von dem aufstrebenden Amateur Silvino Francisco um den Titel des südafrikanischen Profimeisters herausgefordert. Das Spiel fand im Modus Best of 17 Frames statt, für einen Sieg wurden also neun gewonnene Frames benötigt. Auch wenn Mans der Favorit war, konnte Francisco zumindest ein wenig Widerstand leisten. Am Ende verlor er aber trotzdem, Mans siegte mit 9:5. Es war die letzte Ausgabe der South African Professional Championship mit diesem Format.
| Finale: Best of 17 Frames , Südafrika, August 1978     |                |                   |
| Perrie Mans                                            | 9:5            | Silvino Francisco |
| Die Ergebnisse der einzelnen Frames sind nicht bekannt |                |                   |
| –                                                      | Höchstes Break | –                 |
| –                                                      | Century-Breaks | –                 |
| –                                                      | 50+-Breaks     | –                 |